# Herculessletta
Die Herculessletta ist eine 750 m hohe und vereiste Hochebene im ostantarktischen Königin-Maud-Land. In den Kraulbergen der Maudheimvidda liegt sie  südlich des Plogbreen.
Wissenschaftler des Norwegischen Polarinstituts benannten sie 1970. Namensgeber ist die Lockheed C-130 Hercules der United States Navy, die von 1968 bis 1969 für die Dritte Norwegische Antarktisexpedition (1956–1960) im Einsatz war.